# Basílica de Sant Remigi
La basílica de Sant Remigi (francès: basilique Saint-Remi) és una església abacial medieval situada a la ciutat francesa de Reims. Fou fundada al segle xi «a sobre de la capella de Sant Cristòfor on havia estat sebollit sant Remigi». És «l'església romànica més grossa del nord de França, encara que té afegitons posteriors». És un monument historique des del 1840 i Patrimoni Mundial de la UNESCO des del 1991 com a part d'un conjunt integrat per la catedral de Notre-Dame, l'antiga abadia de Sant Remigi i el Palau de Tau.

## Història
La basílica de Sant Remigi data dels segles xi, xii, xiii i xv. La nau i els transseptes del segle xi, d'estil romànic, en són les parts més antigues, mentre que la façana del transsepte sud n'és la part més recent. La major part de la construcció de l'església fou acabada al segle xi, amb afegitons posteriors. La nau i els transseptes, d'estil gòtic, daten principalment de l'època més antiga; la façana del transsepte sud, de la més recent; i les capelles del cor i l'absis són dels segles xii i xiii.
El temple fou consagrat pel papa Lleó IX el 1049.
S'hi feren més afegitons als segles xvii i xix Quedà greument malmès en la Primera Guerra Mundial. La diligent feina de restauració de l'arquitecte Henri Deneux permeté que es tornés a alçar de les seves ruïnes al llarg de les quatre dècades següents. Avui en dia és la seu d'una parròquia catòlica on se celebren misses i s'acullen pelegrins. És classificat com un monument històric des del 1841 i es considera un dels màxims exponents de la història de l'art i la història de França.
Entre els reis i arquebisbes inhumats a la basílica (en tombes no identificades) hi ha:
- Carloman rei dels francs (751-771; regnà 768–771), germà de Carlemany
- Frederuna (morta el 917), muller de Carles III de França (879-929)
- Gerberga de Saxònia (910–984), muller de Lluís IV (rei de Frància Occidental del 936 al 954)
- Enric d'Orleans (mort cap al 1653)
- Lotari I, (941-986), rei de Frància Occidental del 954 al 986
- Lluís IV (rei de Frància Occidental del 936 al 954)

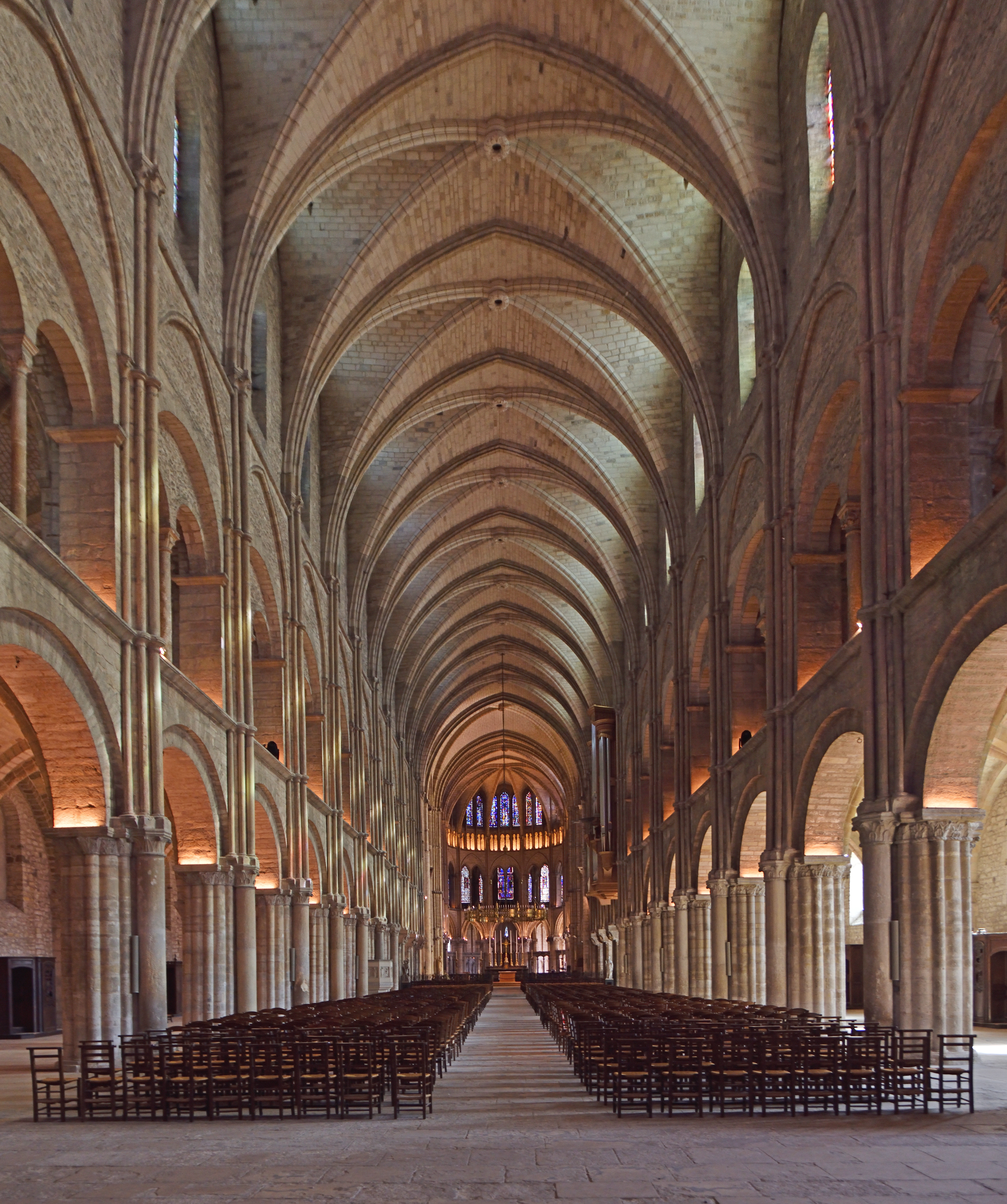
Nau